# Pseudotriccus
Pseudotriccus is een geslacht van zangvogels uit de familie tirannen (Tyrannidae).

## Soorten
Het geslacht kent de volgende soorten:
- Pseudotriccus pelzelni – Bronzen dwergtiran
- Pseudotriccus ruficeps – Roodkopdwergtiran
- Pseudotriccus simplex – Bruinvoorhoofddwergtiran